# Datsik
Troy Beetles (Kelowna, Columbia Británica; 9 de junio de 1988), conocido por su nombre artístico Datsik, es un productor  y ex-DJ canadiense de música electrónica.

## Biografía
Troy Beetles nació el 9 de junio de 1988, en Kelowna, Columbia Británica, Canadá. Su nombre artístico proviene de su antiguo gamertag Xbox Live. Él comenzó a producir dubstep después de ver a Excision actuar en Shambhala Music Festival 2008. Un tiempo después, los dos comenzaron a colaborar y lanzaron varios temas juntos entre 2009 y 2010.
Para 2009, Datsik ya contaba con varios lanzamientos en el puesto #1 en Beatport. Ha remezclado y ha colaborado con artistas como The Crystal Method, Noisia, Wu-Tang Clan, y Diplo, y ha tocado con Steve Aoki, Rusko, Bassnectar, Skream, Craze DJ, Benny Benassi, Nero, entre otros.
Su álbum debut Vitamin D fue lanzado a través de Dim Mak Records y Last Gang Records el 10 de abril de 2012. El álbum cuenta con 12 canciones, y cuenta con apariciones de Downlink, Z-Trip, Infected Mushroom, Jonathan Davis, Messinian y Snak The Ripper.
Datsik ha participado en varios festivales de música electrónica, entre ellos están el Coachella, Ultra Music Festival, Stereosonic, Shambhala Music Festival, Boonstock, EDC Las Vegas, Electric Zoo y Identity Festival.

## Firepower Records
En enero de 2012, Datsik fundó su propio sello discográfico, Firepower Records. Él ya ha firmado una amplia variedad de productores y músicos de bass y dubstep. Datsik lanzó los álbumes Cold Blooded EP y Let it Burn EP a través de esta discográfica.
En marzo de 2018 tuvo que dejar el sello por acusaciones de abuso sexual.

## Discografía

### Álbumes y EP
- Against the Machines -  (Datsik vs. Downlink)  (Substruk Records - March 26, 2009)
- Nuke 'Em -  (with Flux Pavilion, Tom Encore & Redline)  (Rottun Records - April 12, 2009)
- Boom -  (with Excision & Flux Pavilion)  (Rottun Records - June 15, 2009)
- Texx Mars -  (with 12th Planet)  (Smog Records - November 10, 2009)
- Vitamin D - (Dim Mak Records / Last Gang Records - April 10, 2012)
- Cold Blooded - (Firepower Records - January 22, 2013)
- Let It Burn - (Firepower Records - September 24, 2013)
- Down 4 My Ninjas - (Firepower Records - November 25, 2014)
- Darkstar - (Firepower Records - March 25, 2016)
- Sensei - (Firepower Records - December 18, 2016)
- Master Of Shadows- (Firepower Records - January 18, 2018)
- Afterlife - (August 8, 2020)

### Sencillos
- "Gizmo" / "Gecko" - Basshead Records - November 11, 2009
- "Swagga" / "Invaders" - Excision & Datsik - EX7 - September 28, 2009
- "Boom (SkisM Remix)" / "Swagga (Downlink Remix)" - Excision & Datsik - Rottun Records - April 19, 2010
- "Retreat (Excision Remix)" / "No Escape (Datsik Remix)" - Datsik / Excision - Rottun Records - June 28, 2010
- "3 Fist Style" - Basshead Records - July 20, 2010
- "Brock Out" / "Mechano" - Datsik & FuntCase / Datsik - EX7 - July 29, 2010
- "Firepower" / "Domino" (incl. Levela Remix) - Rottun Records - April 21, 2011
- "King Kong" - Bare & Datsik - Subhuman - May 11, 2011
  - The King Kong Experiment - May 8, 2012
- "Hydraulic" / "Overdose" - Rottun Records - June 13, 2011
- "Pick Your Poison" (featuring Kay) - Diplo & Datsik - Mad Decent - August 2, 2011
  - Pick Your Poison Remixes - December 20, 2011
- "Fully Blown" (featuring Snak the Ripper) - Dim Mak Records / Last Gang Records - January 31, 2012
- "Lightspeed" - Kill the Noise & Datsik - OWSLA - February 28, 2012
  - Lightspeed Remixes  - September 13, 2012
- "Evilution" (featuring Jonathan Davis) - Datsik & Infected Mushroom - Dim Mak Records / Last Gang Records - March 13, 2012
- "Vindicate" - Datsik & Excision - Firepower Records - January 8, 2013
- "Release Me" - Firepower Records - May 21, 2013 (Remixes)
- "Light the Fuse" - Dim Mak Records / Last Gang Records - July 30, 2013
- "Hold It Down" (featuring Georgia Murray) - Firepower Records - April 15, 2014 (Remixes)
- "Wickedest Wobble" (featuring Bryx) - Firepower Records - August 22, 2014
- "The Blastaz" / "The Blastaz (DISKORD Remix)" (featuring Barely Alive) - Firepower Records / Disciple Recordings - March 9, 2015
- "Sorry" - March, 2018

### Remixes
- Wu-Tang Clan — "Biochemical Equation (Datsik & Excision Remix)" (iHipHop, 2009)
- Ctrl Z vs. Freestylers featuring Navigator — "Ruffneck '09 (Excision & Datsik Remix)" (Never Say Die, 2009)
- Ivory — "Hand Grenade (Excision & Datsik Dubstep Remix)" (Rat Records, 2009)
- Apex — "Nowhere to Run (Datsik & Excision Remix)" (Lifted Music, 2010)
- The Crystal Method featuring LMFAO — "Sine Language (Datsik Remix)" (Black Hole Recordings, 2010)
- Don Diablo featuring Dragonette — "Animale (Datsik Remix)" (Ego Music, 2010)
- Diplo featuring Lil Jon — "U Don't Like Me (Datsik Remix)" (Mad Decent, 2010)
- Noisia — "Alpha Centauri (Excision & Datsik Remix)" (Division Recordings, 2010)
- Kelly Dean & Steady featuring Kemst — "Teflon (Excision & Datsik Remix)" (Scion Audio/Visual, 2010)
- Coldplay — "Fix You (Datsik Remix)" (2010)
- MGMT — "Kids (Datsik Remix)" (2010)
- Bassnectar — "Boombox (Datsik Remix)" (2011)
- Steve Aoki & Sidney Samson — "Wake Up Call (Datsik Remix)" (Dim Mak Records, 2011)
- Foreign Beggars featuring Black Sun Empire — "Solace One (Datsik Remix)" (Never Say Die, 2012)
- Zedd — "Stars Come Out (Datsik Remix)" (Dim Mak Records, 2012)
- Kaskade & Skrillex — "Lick It (Datsik Remix)" (Ultra Records, 2012)
- DJ Fresh featuring Dizzee Rascal — "The Power (Datsik Remix)" (Ministry of Sound, 2012)
- Dada Life — "Kick Out The Epic Motherf***er (Datsik Remix)" (July 2, 2012)
- Lil Wayne — "A Milli (Excision & Datsik Remix)"
- Colin Munroe featuring K Flay - "Your Eyes (Datsik Remix)"
- Linkin Park — "Until It Breaks (Datsik Remix)"
- Example — "Perfect Replacement (Datsik Remix)"
- Pretty Lights featuring Talib Kwali — "Around the Block (Datsik Remix)"
- Doctor P & Adam F featuring Method Man - "The Pit (Datsik Remix)"
- Nobuo Uematsu — "Jenova Project (Datsik Remix)" (2009)
- Excision & Far Too Loud — "Destroid 8 Annihilate (Datsik Remix)" (Destroid Music, 2014)
- Lana Del Rey — "Ultraviolence (Datsik Remix)" (2014)

### Otras apariciones
- An-Ten-Nae Presents: Acid Crunk Vol. 2 (Muti Music, October 26, 2009)
- Downlink — Ignition EP (Rottun Recordings, November 18, 2009)
- Elite Force — Revamped (U&A Recordings, March 8, 2010)
- Skins (2011)
- Chaosphere — Eradicate EP (Rottun Recordings, May 16, 2011)
- No Strings Attached EP (Circus Records, August 15, 2011)
- deadmau5 — Meowingtons Hax Tour Trax (Mau5trap Records, August 25, 2011)
- Excision — X Rated (Mau5trap Records, September 12, 2011)
- Subvert — Crazy EP (Rottun Recordings, October 3, 2011)
- Korn — The Path of Totality (Roadrunner Records, December 6, 2011)
- Diplo — Express Yourself EP (Mad Decent, June 12, 2012)
- Truth — Evil In The Woods EP (SMOG, November 20, 2012)
- Saints Row IV (2013)
- Getter — I Want More LP (Firepower Records, February 5, 2013)
- Protohype — Speak No Evil EP (Firepower Records, October 22, 2013)
- Linkin Park — Recharged (Warner Bros. Records, October 29, 2013)
- BAR9 — Brave New World EP (Never Say Die Records, December 2, 2013)
- DKS — Deep End EP (Firepower Records, December 3, 2013)
- Getter — Thriller EP (Firepower Records, December 17, 2013)
- Terravita — Rituals (Firepower Records, April 1, 2014)
- Barely Alive — Internet Streets EP (Disciple Recordings & Firepower Records, May 26, 2014)
- Bear Grillz — Bear Grillz & Friends EP (Firepower Records, August 5, 2014)
- Protohype — Encore (Firepower Records, August 19, 2014)
- Bear Grillz — The Unbearable (Firepower Records, January 27, 2015)
- Shellshock Legends - (Firepower Records, May 5, 2015)
- Protohype — Puppy Crew EP (Firepower Records, April 8, 2016)